# Camp militaire Kibomango
Le Camp militaire de Kibomango est un centre d'entraînement des Forces armées de la république démocratique du Congo (FARDC), situé dans la commune de la N'sele, à Kinshasa, sur la nationale N°1, à une dizaine de kilomètres de l'aéroport de Ndjili.

## Histoire
En 2001, une cérémonie de démobilisation de 281 enfants soldats, appelés localement "kadogos", s'est tenue au camp de Kibomango. Ces jeunes, majoritairement âgés de 15 à 17 ans, avaient été recrutés par l'Alliance des Forces Démocratiques pour la Libération du Congo (AFDL) en 1996 ou 1997. Après la cérémonie, ils ont été transférés au centre de transit de Kimuenza pour faciliter leur réintégration dans la vie civile,.

## Formations spécialisées
En avril 2022, le camp de Kibomango a accueilli la formation du deuxième bataillon "jungle" des FARDC. Cette initiative, soutenue par les Éléments Français au Gabon (EFG), visait à renforcer les capacités des FARDC dans la lutte contre les groupes armés opérant à l'est du pays. La formation, d'une durée de près de trois mois, comprenait des modules sur le combat en milieu forestier, le tir, la lutte contre les engins explosifs improvisés (IED) et le secourisme. Les officiers de l'état-major du bataillon ont également reçu une formation spécifique à la mise en œuvre d'un poste de commandement tactique en opération.
La cérémonie de clôture de cette formation s'est tenue le 9 juin 2022 au camp de Kibomango, en présence de l'ambassadeur de France en RDC, des hautes autorités militaires congolaises, du commandant des éléments français au Gabon, ainsi que des représentants de la Mission de l'Organisation des Nations unies en RDC (MONUSCO)

## Défis fonciers
En juin 2009, des préoccupations ont été soulevées concernant la vente d'une partie du terrain du camp d'entraînement militaire de Kibomango. Des chefs coutumiers avaient vendu des portions de ce terrain, et ces transactions avaient été régularisées par les services de l'État avec la délivrance de titres de propriété officiels. Face à cette situation, le ministère des Affaires foncières a mis en place une commission pour examiner la question et rechercher un arrangement à l'amiable, notamment en proposant de nouvelles terres aux acquéreurs concernés.
Le camp militaire de Kibomango continue de jouer un rôle crucial dans la formation et le renforcement des capacités des FARDC, contribuant ainsi à la stabilité et à la sécurité de la République Démocratique du Congo.